# Roman Ovetsjkin
Roman Joerijevitsj Ovetsjkin (Russisch: Роман Юрьевич Овечкин) (Sverdlovsk, 16 januari 1973) is een Russisch schaker met een FIDE-rating van 2548 in 2006 en 2521 in 2016. Hij is een grootmeester.
In oktober 2005 werd in Sint-Petersburg het Chigorin memorial verspeeld dat door hem met 7 uit 9 gewonnen werd.
In 2006 eindigde hij in het Chigorin Memorial toernooi op een gedeelde 15e plaats.
In 2014 eindigde hij op een zesde plaats bij het Mumbai Open.
Hij is co-auteur van diverse door Alexander Khalifman geschreven boeken over schaakopeningen.
In 2015 was hij de hoofdauteur van een boek over de Weense opening (1. e4 e5 2. Pc3).